# 喜多山車站 (愛知縣)
喜多山車站（日语：／ Kitayama eki */?）是位於愛知縣名古屋市守山區喜多山，屬於名鐵瀨戶線的車站。

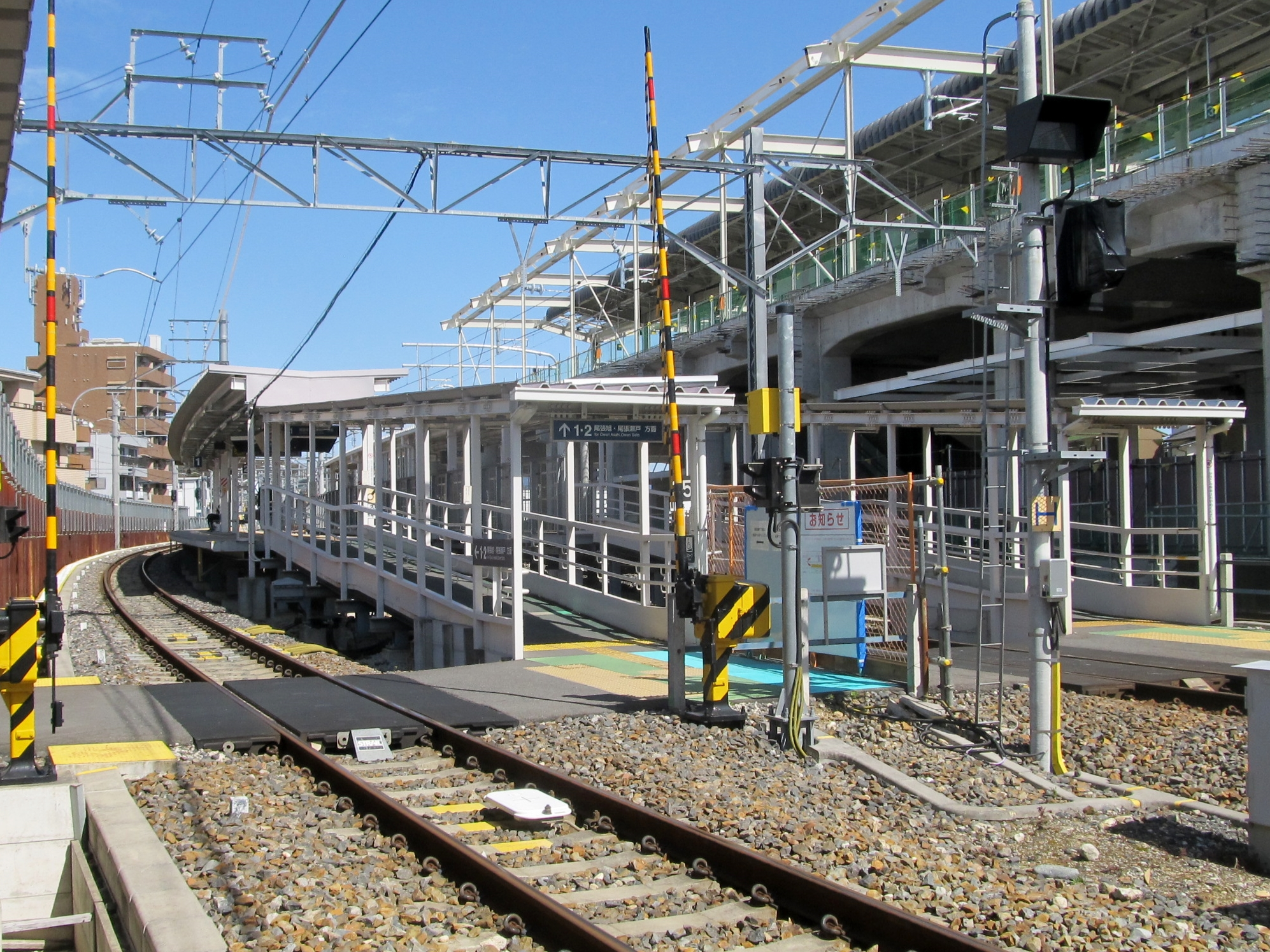
臨時月台入口(2022年3月)

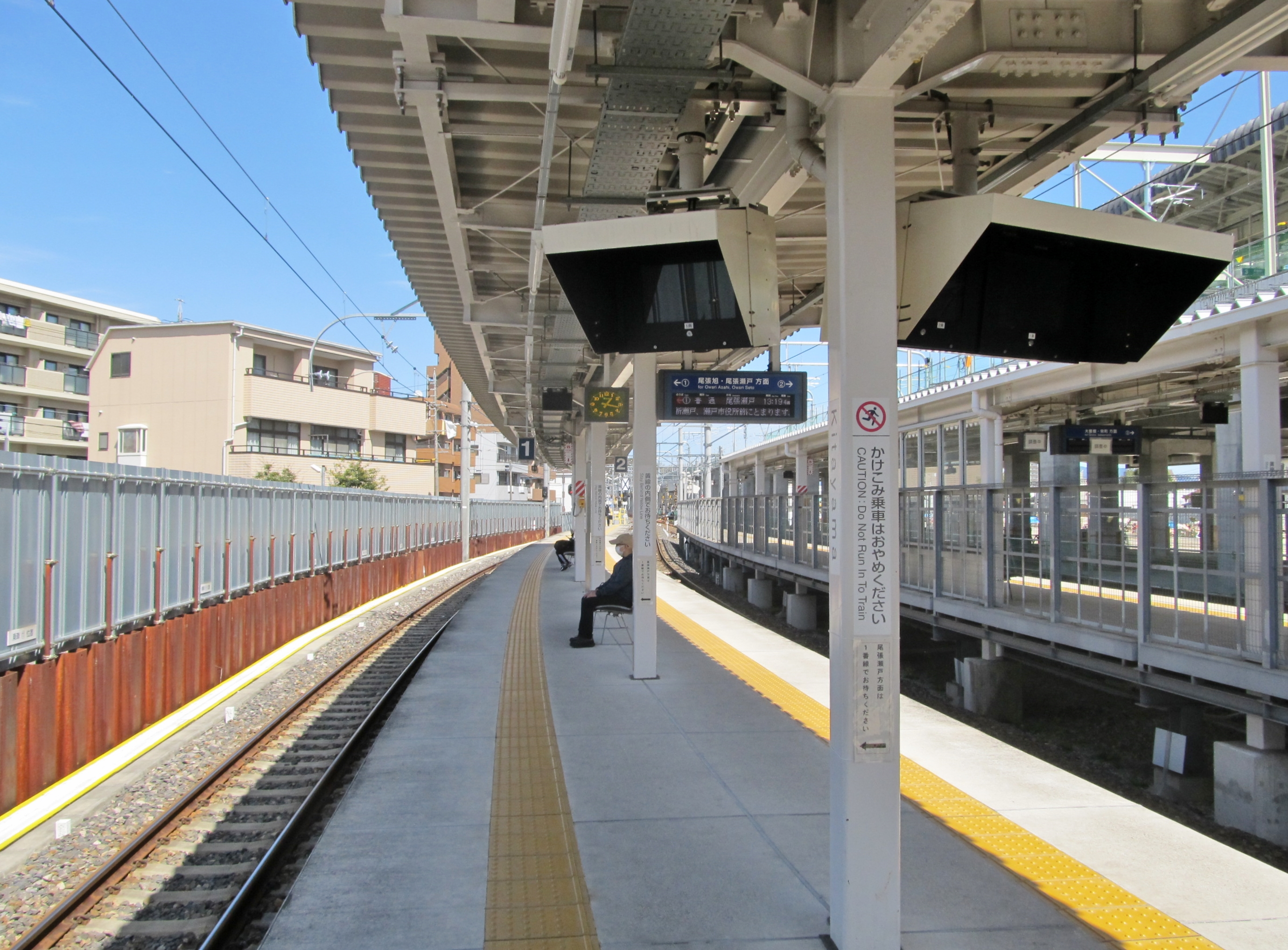
臨時月台(2022年3月)

## 車站結構
本站為2面2線側式月台的地面車站。

### 月台配置
| 月台 | 路線   | 方向 | 目的地           | 備註                 |
| ---- | ------ | ---- | ---------------- | -------------------- |
| 1    | 瀨戶線 | 下行 | 尾張瀨戶方向     | 待避線（通常不使用） |
| 2    | 瀨戶線 | 下行 | 尾張瀨戶方向     | 本線                 |
| 3    | 瀨戶線 | 上行 | 大曾根、榮町方向 |                      |

第3月台是供以喜多山車站為起終點之列車專用月台，連接往榮町方向之軌道與車站東側之留置線。
本站將於2019年轉為高架車站，原有車站站房已於2013年拆卸，並以臨時站房代替。

### 配線圖
| ← 尾張瀨戶方向  | 喜多山站、喜多山檢車區配線略圖（1993年） | → 榮町方向 |
| 图例 参考文献： |                                          |            |

## 相鄰車站
名古屋鐵道
 瀨戶線
■急行、■準急、■普通
小幡（ST10）－喜多山（ST11）－大森·金城學院前（ST12）

## 外部連結
- 喜多山 - 名古屋鐵道